# Леополд фон Дона-Райхертсвалде
Кристоф Емил Алекандер Леополд фон Дона-Райхертсвалде (на немски: Christoph Emil Alexander Leopold Burggraf und Graf zu Dohna-Reichertswalde; * 22 ноември 1775 в Райхертсвалде/Мораг, Силезия, Източна Прусия, Полша); † 4 февруари 1842 в Елбинг/Елбльонг, Полша) е бургграф и граф на Дона-Райхертсвалде.
Той е вторият син на бургграф и граф Фридрих Леополд фон Дона-Райхертсвалде (1738 – 1807) и и съпругата му Амалия Фридерика Финк фон Финкенщайн (1745 – 1818), дъщеря на граф Фридрих Конрад Финк фон Финкенщайн (1713 – 1748) и графиня Мария Шарлота Луиза фон Шлибен (1721 – 1803). Внук е на Фридрих Лудвиг фон Дона-Райхертсвалде (1697 – 1766). По-малък брат е на Фридрих Карл Кристоф (1770 – 1848) и по-голям брат на Георг Хайнрих Август (1779 – 1845).

## Фамилия
Леополд фон Дона-Райхертсвалде се жени 1801 г. в Райхертсвалде за бурграфиня и графиня Отилия фон Дона-Лаук (* 3 февруари 1784; † 1 януари 1808), дъщеря на бургграф и граф Лудвиг фон Дона-Лаук (1733 – 1787) и графиня Амалия фон Валдбург (1753 – 1793). Те имат два сина и дъщеря:
- Фридрих Леополд Александер Хайнрих Карл Ото (* 26 април 1802, Райхертсвалде; † 5 юли 1875, Райхертсвалде), политик, неженен
- Константин Феодор (* 29 октомври 1807, Райхертсвалде; † 19 юни 1878, Райхертсвалде), последният господар на Райхертсвалде, рицар на Орден Черен орел, неженен
- Наталия (*/† 1805, Райхертсвалде)
- Констанца Херминия (* 29 октомври 1807, Райхертсвалде; † 29 делекември 1882, Кьонигсберг), омъжена 1838 г. във Финкенщайн за бургграф и граф Хайнрих Лудвиг Адолф фон Дона-Лаук (* 16 май 1777, Морунген; † 20 септември 1843, Кьонигсберг), брат на майка ѝ, син на бургграф и граф Лудвиг фон Дона-Лаук (1733 – 1787) и графиня Амалия фон Валдбург (1753 – 1793).